# N-heptaan
n-heptaan, meestal kortweg heptaan genoemd, is een alkaan met als brutoformule C7H16. Het prefix hept- duidt aan dat het molecuul zeven koolstofatomen bevat, terwijl het achtervoegsel -aan weergeeft dat de koolstofketen enkel uit enkelvoudige bindingen bestaat.
n-heptaan is een ongewenste stof in benzine, vanwege de manier waarop de stof verbrandt. De motor krijgt door deze stof in de brandstof sterk de neiging tot kloppen.
De verbinding wordt gewonnen uit aardolie. Het is bij kamertemperatuur een kleurloze vloeistof met een karakteristieke geur.
n-heptaan is een goed apolair oplosmiddel dat veel minder schadelijk is dan xyleen en hexaan.

## Isomeren en enantiomeren
n-heptaan heeft negen isomeren, of elf, als de enantiomeren (van 3-methylhexaan en 2,3-dimethylpentaan) worden meegerekend:
- n-heptaan
- 2-methylhexaan (iso-heptaan)
- 3-methylhexaan - kan in de R- en de S-vorm voorkomen
- 2,2-dimethylpentaan (neoheptaan)
- 2,3-dimethylpentaan - kan in de R- en de S-vorm voorkomen
- 2,4-dimethylpentaan
- 3,3-dimethylpentaan
- ethylpentaan
- 2,2,3-trimethylbutaan